# Сенявинские источники
Сенявинские источники — термоминеральные источники на востоке Чукотского полуострова.
Расположены на берегу Сенявинского пролива Берингова моря в 130 км севернее посёлка Провидения. Относятся к территории Провиденского района Чукотского автономного округа России.

## Гидрогеологическая характеристика
Источники находятся в долине реки Ключевой в 1,5 км от устья и выходят из открытых трещин в коренных породах, в виде грифонов в воронках в сцементированном кремнистыми отложениями аллювии, на склонах и на поверхности террас и в самом русле реки. Борта долины реки, выработанной вдоль разломной зоны, где выходят источники, сложены гранитами и гнейсами. Ключевая площадка вытянута по обоим берегам реки на 500 м при ширине до 120 м. На правом берегу находится 12 ключей, на левом — 10-12 ключей. Всего обнаружено более 150 источников с температурой вод 20—80 °C, многие из которых газируют. Источников с температурой менее 50 °C значительно больше, чем менее горячих, находящихся на периферии группы. Воды Сенявинских источников обладают низкой минерализацией, по составу представляют собой слабый раствор поваренной соли с примесью хлористого кальция, радоновые.
Дебит источников составляет 55 л/с, вынос тепла 4400 Ккал/с (18 Мвт), базовая температура (глубинные температуры формирования гидротерм) 110—160 °C. Содержание солей до 1,3 г/л.
Химический состав вод (мг/л): рН 8,59; Na 375, K 12, Ca 88, Mg 2,4, Li 0,5.

## Климат
Климат в районе источников океанический, прохладный, при этом относительно мягкий. Годовая амплитуда температур не превышает 40 °C. Среднегодовая температура воздуха составляет −4,9 °C, минимальная температура составила −42 °C, максимальная +21 °C. Безморозный период длится 68 дней. Летом часто случаются туманы. Годовая сумма осадков составляет 530 мм. В зимний период часты пурги, устойчивый снежный покров сохраняется 248 дней в году.

## Флора
Район непосредственного воздействия горячих вод на растительность ограничивается площадью не более 200 на 30 м, а местность, где сказывается влияние горячих вод ограничена 50-70 га.
В водах источников обнаружены синезеленые, зеленые и желтые водоросли; всего здесь отмечено 23 вида термофитов. Особенностью Сенявинских источников является их геологическая молодость — здесь ещё не выделились виды, характерные только этим термам, хотя не исключена возможность обнаружения их в будущем в узколокальных условиях ключей.
В окрестностях источников насчитывается около 250 видов сосудистых растений. На ключах обнаружены редкие растения-термофилы: мята сахалинская, болотница камчатская, ситник жабий и альпийский, кочедыжник американский. Здесь также встречаются 5 видов редких мхов и 11 видов редких лишайников.

## Исследования
Сенявинские источники были впервые подробно описаны при проведении геолого-съёмочных и тематических работ в шестидесятые-семидесятые годы XX века.
В 1983 году источники вошли в состав вновь созданного комплексного памятника природы «Ключевой».
Летом 2002 года термы были обследованы экспедицией Геологического института РАН с целью выработать рекомендации по их дальнейшему изучению и освоению.